# Hemidactylus macropholis
Espèce
Hemidactylus macropholis est une espèce de geckos de la famille des Gekkonidae.

## Répartition
Cette espèce se rencontre en Somalie, en Érythrée, en Éthiopie et dans le nord du Kenya.

## Publication originale
- Boulenger, 1896 : A list of the reptiles and batrachians collected by the late Prince Eugenio Ruspoli in Somaliland and Gallaland in 1893. Annali del Museo civico di storia naturale di Genova, ser. 2, vol. 17, p. 5-14 (texte intégral).